# Ermitage La Cordelle
L'Ermitage la Cordelle est un ermitage de 800 ans d'existence situé à Vézelay, en France. Ce dernier reste encore actuellement en activité et est servi par trois Franciscains. Au centre de cet ermitage demeure la chapelle Sainte Croix construite en 1146-1170 après la prédication de saint Bernard pour la Deuxième Croisade en souvenir de cet événement.

## Localisation

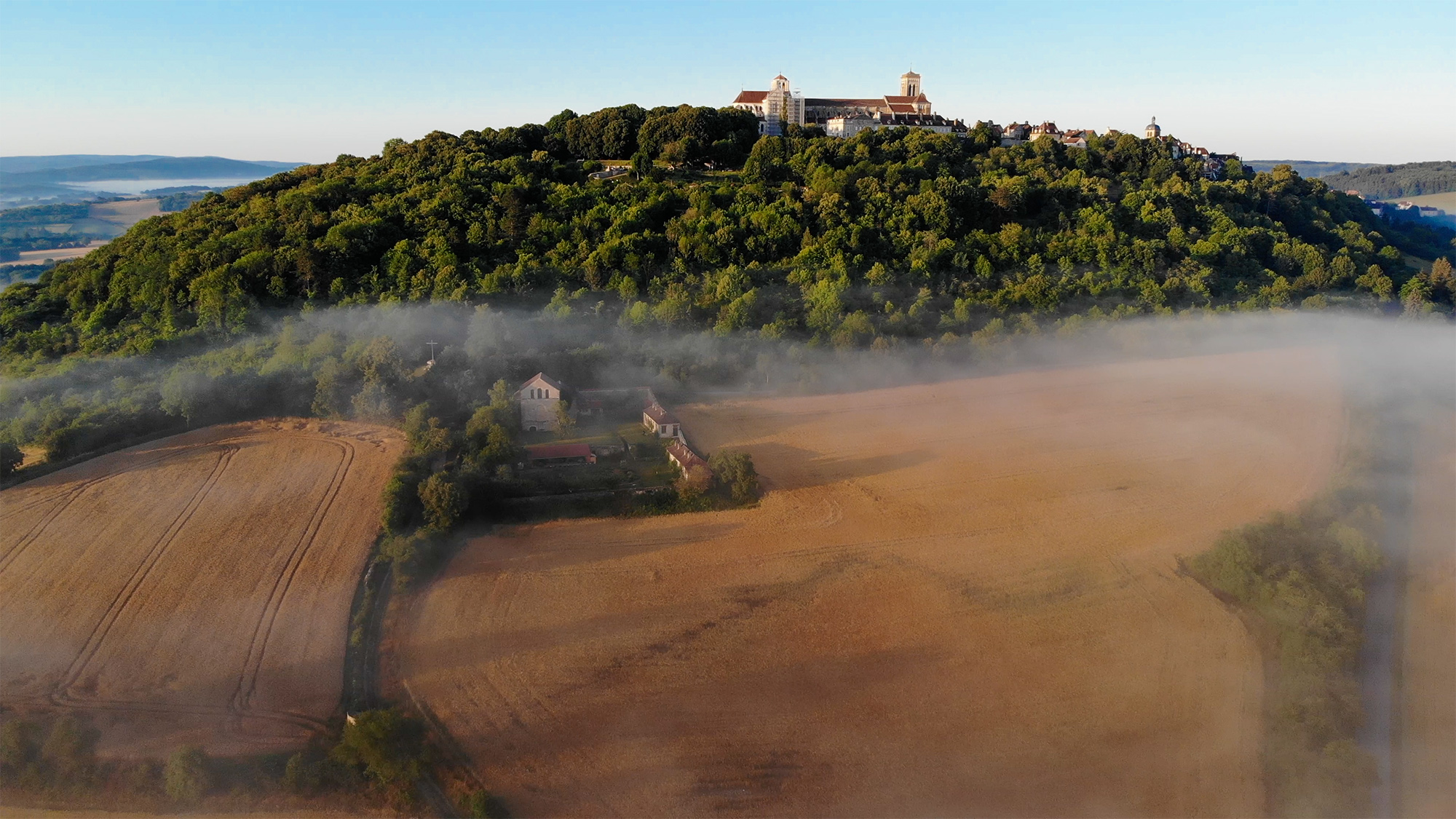
Vue aérienne de l'ermitage et de Vézelay.

Dépendant de l'abbaye, située sur le flanc nord de la colline près de la porte sainte Croix, à l'extérieur des remparts, à mi-pente en direction du village d'Asquins, le lieu-dit « La Cordelle » situé à Vézelay, en France était à l'origine un petit ermitage dédié à Saint Fiacre. 
Les Franciscains arrivèrent dans ce lieu en 1217 et y sont présents de nos jours.
Pour accéder à pied à ce haut lieu, il faut emprunter un sentier pédestre depuis la Basilique Sainte-Marie-Madeleine de Vézelay ou en voiture sur la route d'Asquins suivre le panneau « La Cordelle, chapelle du XIIe siècle ».

### Architecture

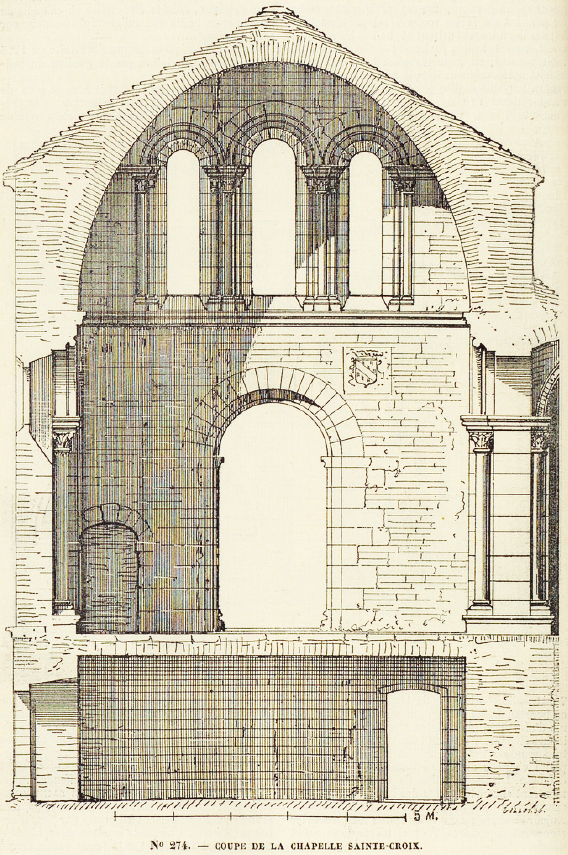
Coupe de la chapelle Sainte Croix
Dessin de Victor Petit, 1870.

La chapelle Sainte Croix de style roman (surélevée par la suite en gothique), a été construite en 1146-1170 après la prédication de saint Bernard pour la Deuxième Croisade en souvenir de cet événement. Elle est consacrée en 1152. Elle est surnommée La Cordelle en référence au cordon des Cordeliers. Elle présente, en plan, une forme à peu près carrée de 7,50 mètres de largeur. Saint Louis la visite plusieurs fois, notamment en 1248 et en 1267, lorsqu'il vient vénérer les reliques de Marie-Madeleine à la Basilique de Vézelay. L'édifice est classé au titre des monuments historiques en 1953.
Victor Petit mentionne en 1870 : "Au-dessous de la chapelle de Saint-Fiacre règne un assez large caveau dont l'entrée était de plain-pied avec le sol primitif modifié dans sa pente générale par l'établissement de plusieurs terrasses occupées aujourd'hui par des plates-bandes potagères".
Un prieuré placé sous le vocable de Saint Fiacre est construit à côté pour les bénédictins. Les Franciscains venus d'Italie les remplacent au XIIIe siècle et y demeurent jusqu'à la Révolution.
Les Franciscains réinvestissent l'ermitage de façon permanente à partir de 1949 jusqu'à nos jours.
A ce jour, outre la chapelle subsistent le portail de l'église qui pouvait accueillir 25 frères ainsi qu'une partie du cloître et 2 caves voutées du XVIIe siècle. Deux bâtiments modestes ont été construits dans les années 50 pour héberger les frères.

## Historique

### Origines
Dépendant de l'abbaye, située sur le flanc nord de la colline près de la porte sainte Croix, à l'extérieur des remparts, le lieu-dit « La Cordelle » était à l'origine un petit ermitage dédié à Saint Fiacre, le patron des jardiniers. Aucune information sur cet ermitage avant la prédication de la Deuxième Croisade par saint Bernard en 1146 n'est parvenue jusqu'à nos jours.

### Deuxième Croisade
Eudes de Deuil dans sa Chronique évoque la prédication de la Deuxième Croisade par saint Bernard le 31 mars 1146, jour de Pâques, à une foule immense à quelques centaines de mètres de la Basilique Sainte-Marie-Madeleine de Vézelay, en contrebas, à mi-flanc de coteau sur le penchant face à Asquins. Cette prédication fit grand bruit du fait de la présence du Roi Louis VII et de son épouse, la reine Aliénor d'Aquitaine, de l'affluence des chevaliers dont l'enthousiasme à l'écoute de la prédication faillit tourner au drame avec la ruée de ceux-ci en direction de l'estrade royale pour y recevoir les croix en tissu préparées pour partir en croisade, entraînant l'effondrement de l'estrade où avaient pris place les personnalités.
Le lieu avait été choisi grâce à ses qualités acoustiques qui permirent à saint Bernard de se faire entendre par les milliers d'auditeurs présents.
En souvenir de cet événement, l'abbé Ponce de Montboisier (1138-1161), frère de Pierre le Vénérable, fit édifier la petite chapelle romane mémorial, aujourd'hui préservée. Elle fut réalisée par les bâtisseurs de l'avant-nef de l'abbatiale, ce qui sur le plan architectural et sculptural lui confère une parenté remarquable avec celle-ci. On y déposa une relique de la sainte Croix.
Pour commémorer l'événement, une croix en pierre est érigée en 1647, la croix Saint-Bernard, à quelques dizaines de mètres de la chapelle.

### Premier couvent des Frères mineurs en France (1217)
La durée d'occupation par les Bénédictins de l'ermitage Saint Fiacre et la chapelle sainte Croix attenante reste inconnue. Cette chapelle était souvent visitée par les pèlerins de St Jacques de Compostelle dont le point de ralliement se trouvait en contrebas à l'Église Saint-Jacques-le-Majeur d'Asquins.
Lorsque les premiers frères de saint François d'Assise arrivèrent à Vézelay, sous la conduite du Frère Pacifique, couronné « Roi des poètes » par le futur empereur Frédéric II, avec son compagnon Frère Louis, ils cherchèrent à s'établir tout d'abord dans les léproseries proches (La Maladrerie, l'hôpital de Saint-Père) et finalement jetèrent leur dévolu sur l'ermitage et la chapelle sainte Croix désertés par les Bénédictins qui trouvèrent le lieu trop proche du chemin et de plus en plus inapte à préserver leur solitude, au fur et à mesure que se développaient le pèlerinage à Marie-Madeleine et les départs pour Saint-Jacques-de-Compostelle.
Or, à l'inverse, cette situation convenait parfaitement aux moines mendiants franciscains pour leurs prédications. Pénitents venus d'Assise, la figure de Marie-Madeleine les attiraient particulièrement comme patronne des pénitents et premier témoin de la Résurrection.
Fidèles à leur tradition initiale, les Franciscains aimaient s'installer dans les lieux bénédictins, comme ils le firent à l'origine à la Portioncule à Assise et par la suite dans d'autres lieux.
Mais, les Bénédictins de Vézelay, sous l'autorité de leur abbé Guichard élu en 1230, firent tout pour les déloger jusqu'à détruire leur habitat.

### Sous la protection desComtes de Chastellux
Dépouillés et sans abri, ils trouvèrent refuge au château de Chastellux qui devinrent ainsi au cours des siècles leurs protecteurs et bienfaiteurs.
Soutenus par le pape Grégoire IX, qui fut dès les débuts de l'Ordre désigné par son oncle, le pape Innocent III, comme protecteur des Frères Mineurs, ceux-ci eurent recours à lui en ces circonstances. Il désigna 3 évêques pour juger de l'affaire qui se conclut en 1234 par une lettre de protection des fils de saint François d'Assise, déboutant les Bénédictins de toutes leurs prétentions. Le lieu échut donc aux Franciscains qui, avec l'aide des Chastellux et le droit de quêter obtenu du pape par une lettre du 1er septembre 1240, purent reconstruire leur couvent plus vaste, susceptible d'accueillir 25 frères, et ce contre l'avis du clergé qui voyait d'un mauvais œil ces concurrents honorés de la confiance de la population et de la faveur du pape. Conservant l'ancienne chapelle romane, les frères entreprirent peu après la construction d'une église conventuelle plus grande. La première pierre en fut posé vers 1240. Désormais le lieu reçut l'appellation populaire de « La Cordelle », à cause de la corde composant l'habit des frères.
Souvent appelés pour des prédications populaires et les remplacements du clergé défaillant, ils épousèrent totalement l'histoire de Vézelay dans les heures dramatiques comme dans les heures fastes.
L'église fut incendiée une première fois en 1390. En 1481, l'incendie de La Cordelle fait des dégâts qui, grâce à la générosité de Philippe de Chastellux furent vite effacés. Il est le petit-fils du Maréchal Claude de Beauvoir, seigneur de Chastellux, de la branche cadette des Anséric de Montréal à qui échut le titre des Chastellux. Une nouvelle consécration fut célébrée le 9 octobre 1491 par l'évêque de Bethléem.
L'aspect du couvent à l'époque médiévale reste inconnu.

### Visite deSaint Louis

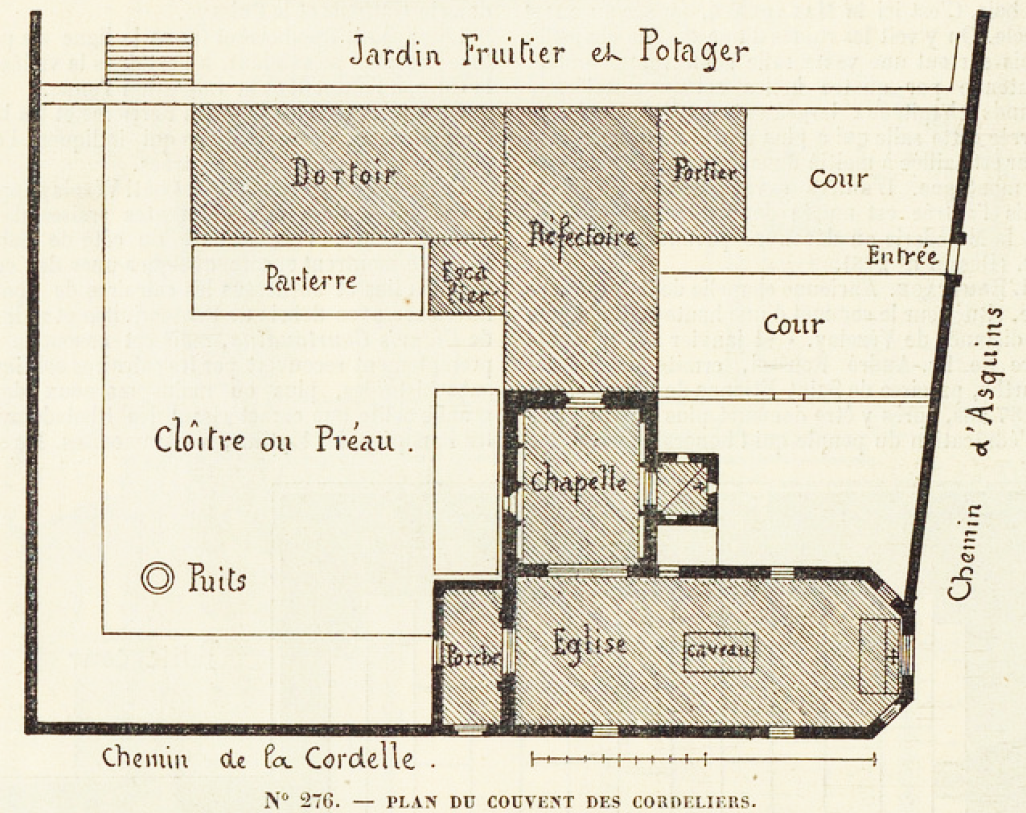
Plan du couvent des cordeliers
Dessin de Victor Petit, 1870.

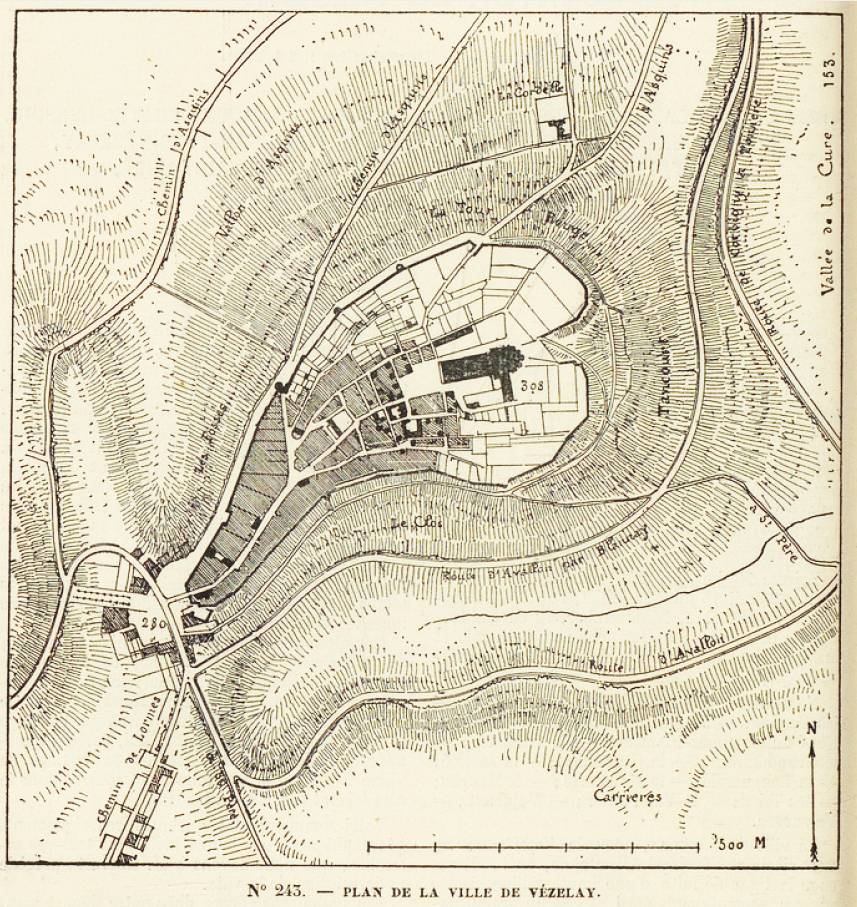
Plan de Vézelay, au Nord, La Cordelle
Dessin de Victor Petit, 1870.

Saint Louis est venu à La Cordelle en 1244 puis en 1248 (le chroniqueur franciscain Salimbene de Adam, témoin de la visite du roi, en parle de façon circonstanciée dans sa Chronique), étant alors à Sens au Chapitre général des Frères Mineurs. En 1248, Saint Louis put prier dans l'église conventuelle totalement achevée. Il y est revenu en 1267, pour la reconnaissance des reliques de Sainte Marie-Madeleine et a offert à cette occasion un reliquaire qui a disparu avec les reliques au moment des guerres de religion, puis en 1270, avant d'aller mourir de la peste à Tunis en route pour la Huitième croisade.

### Guerres de ReligionetRévolution
Au XVIIe siècle, au cours des Guerres de religion, l'église et le couvent franciscains furent à nouveau ruinés. C'est Erard de Rochefort et Hercule de Beauvoir, comte de Chastellux, qui s'employèrent à réédifier l'église conventuelle qui mesurait environ 25 mètres de long et 7 mètres de large. Dans l'entrée, sous le porche, la mémoire en a été conservée grâce aux écussons familiaux d'Olivier de Chastellux et de son épouse Marguerite d'Amboise. En 1695, le cœur de César de Chastellux est rapporté et enseveli dans l'église franciscaine où se trouvait un des tombeaux familiaux, profanés à la Révolution quand l'église fut détruite.
En 1696, Sébastien Le Prestre de Vauban dans son ouvrage Description géographique de l'élection de Vézelay évoque la présence du couvent de La Cordelle et l'état de celui-ci : "composé de six religieux qui sont pauvres, ne vivent que d'aumônes et de la desserte de quelques paroisses de campagne".
Après ces événements et le démantèlement des bâtiments pour le remploi des pierres, lorsque la propriété fut mise en vente par lots en 1791 comme bien national, le comte César Laurent de Chastellux fit racheter ces lots par un intermédiaire afin de donner une sépulture plus convenable à ses aïeux. Mais sa mort l'en empêcha et la chapelle à l'abandon fut utilisée par un paysan comme grange. La Cordelle entra dans le patrimoine de la famille des comtes de Chastellux en 1824.
En 1870, Victor Petit écrit : "Diverses patries de ce curieux édifice montrent encore les traces des incendies, qui plusieurs fois ont dévasté le couvent de La Cordelle. Aujourd'hui les ronces et épines remplacent les monceaux de cendres. Tout ici n'est que ruines et débris".

### Retour et la restauration de «La Cordelle»
Suite au vol de la relique de Sainte Marie-Madeleine en 1898 et à son recouvrement peu après, un pèlerinage de réparation et d'action de grâce eut lieu le 22 juillet 1899. Une nouvelle croix mémorial fut édifiée, ce qui réveilla dans les cœurs l'importance historique de ce lieu et fut l'occasion d'un renouveau spirituel qui au cours du XXe siècle se manifesta dans les événements suivant :
En 1921, la fête du 7e Centenaire du Tiers-Ordre franciscain, le 3 juillet, puis en 1926 celui de la mort de saint François d'Assise.
En 1946 surtout, au lendemain de la seconde guerre Mondiale, le grand pèlerinage de la Paix suscité par Paul Doncœur dont la Célébration occasionna un Chemin de Croix international rassemblant des milliers de personnes en marche de « La Cordelle » jusqu'à la Basilique.
A l'occasion de tous ces rassemblements, auxquels participèrent les Franciscains, le regret de leur absence permanente à La Cordelle fut exprimé, ce qui conduisit les Frères à réinvestir les lieux de façon permanente à partir de 1949 sous forme d'ermitage et de maison de prière occupée par un frère, puis par plusieurs cherchant à retrouver l'expression spirituelle de leur charisme originel selon la règle des ermitages où les frères vivent à 3 ou 4, ensemble.
Parallèlement, au départ des Bénédictins de l'abbaye Sainte-Marie de la Pierre-qui-Vire en 1953 après un retour durant quelques années au presbytère, les Franciscains prirent leur relais de 1953 à 1993, cédant la place aux Fraternités monastiques de Jérusalem en 1993.

### Le renouveau de La Cordelle (2024-2026)
Le fondateur de l'Ordre, François d'Assise, a établi dans sa "Règle des ermitages" le principe de petites communautés de 3 ou 4 frères se soutenant dans la solitude et la prière. Concrètement écrit François, les frères alterneront les rôles de "Marthe", la mère qui nourrit et protège des interférences extérieures, et de "Marie" qui écoute aux pieds du Seigneur, sans se laisser déranger par les soucis (Évangile selon Luc, chapitre 10, versets 38-42). La quête de Dieu et la louange s'incarnent et se vérifient ainsi dans la charité et le service fraternel.

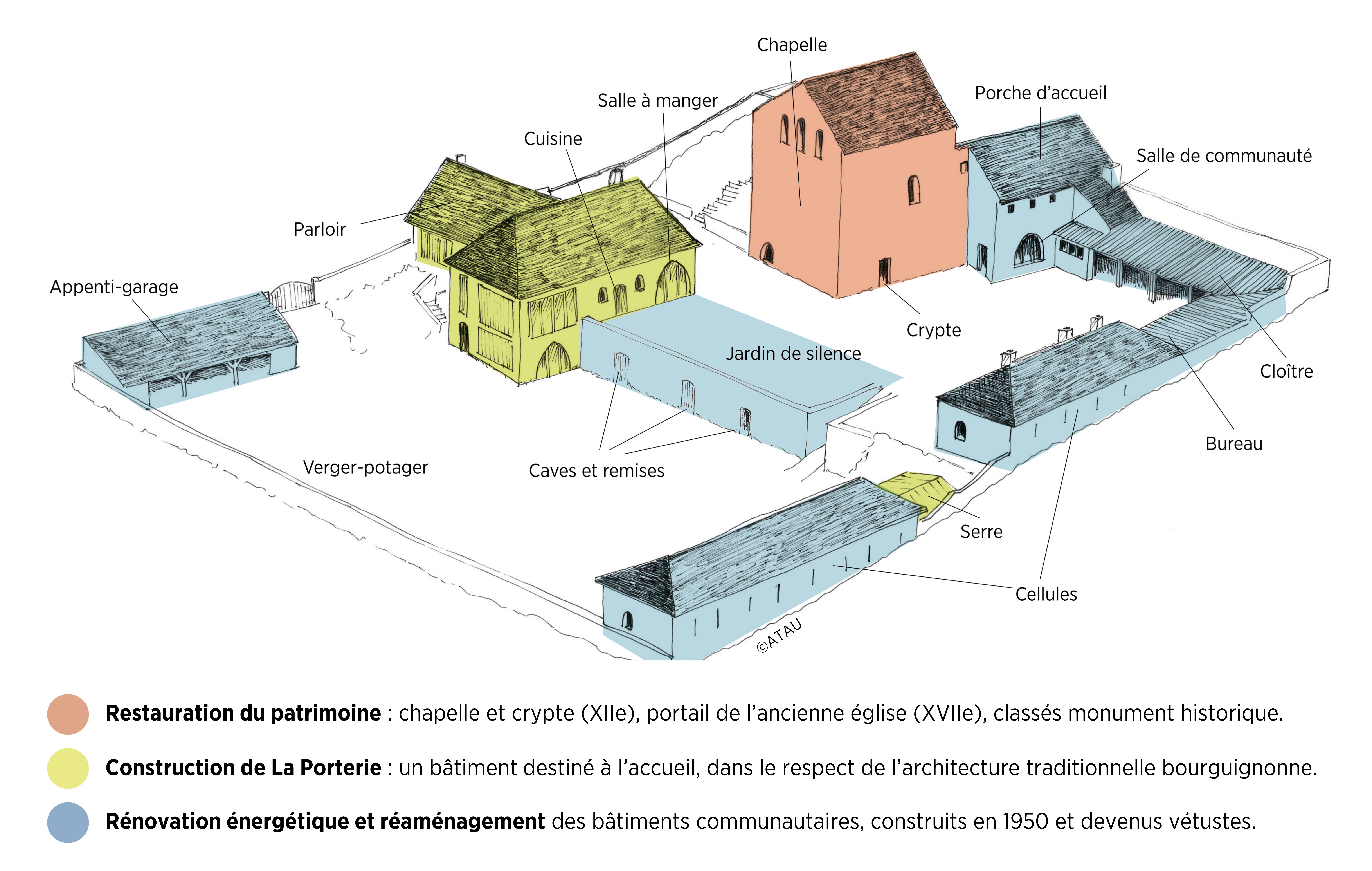
Projet de rénovation.

Le projet de rénovation de La Cordelle, initié par la Province franciscaine de France-Belgique doit permettre de réaménager le lieu en 3 espace se déployant de l'ouverture au monde jusqu'au retrait et au silence propres à la vie de l'ermitage.
Le chantier de rénovation a débuté en 2024 chantier avec des fouilles archéologiques conduites par l'INRAP à l'été 2024,. 
Ce chantier de rénovation permettra de réaménager les lieux en 3 espaces se déployant de l'ouverture au monde jusqu'au retrait et au silence propres à la vie d'ermitage :
- La chapelle : cœur de l'ermitage, ouverte de jour comme de nuit à la visite et au recueillement.
- La Porterie : un nouveau bâtiment construit, espace d'accueil, de rencontre et d'échanges avec les frères.
- L'enclos : l'espace dédié aux frères et à l'accueil des retraitants.

## Un lieu de départ
La chapelle de La Cordelle constitue l'un des points de départ vers Saint-Jacques-de-Compostelle et le début du chemin d'Assise (chemin cofondé par Françoise et Dominique Olislaeger),.

## Description
Aujourd'hui, « La Cordelle » reste un lieu source très vivant pour les disciples du Poverello d'Assise. Portés par le charisme de leur fondateur auquel ils cherchent à être fidèles en vivant le retrait, l'attention active à l'écologie intégrale par la culture du jardin et le souci de la sobriété de vie et par l'accueil des pèlerins en quête d'une démarche spirituelle authentique.
Autour de la chapelle, un cloître et 2 bâtiments pour les cellules des frères demeurent.
En 2025, trois frères franciscains résident à la Cordelle.

## Galerie

La Cordelle
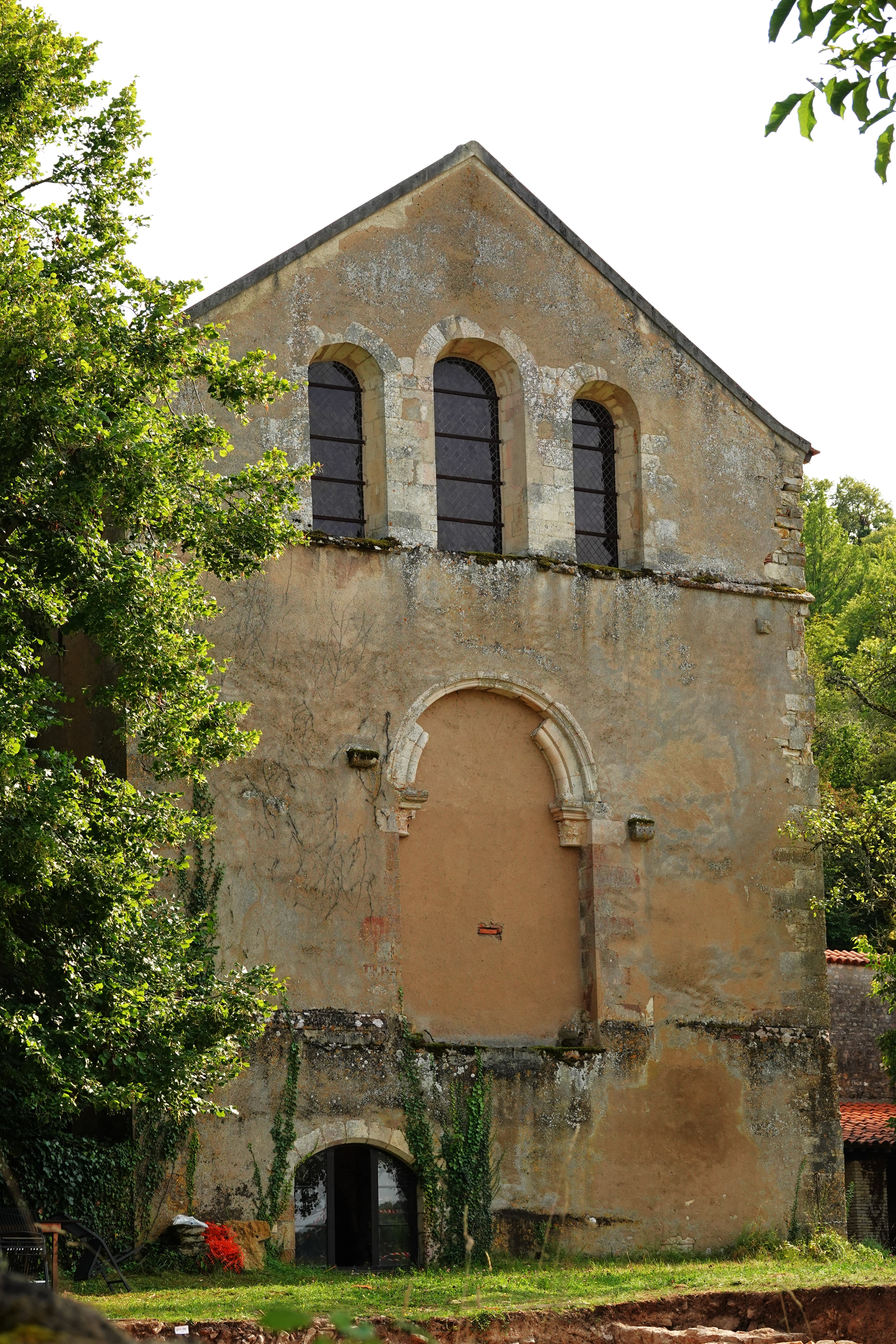
Chapelle.
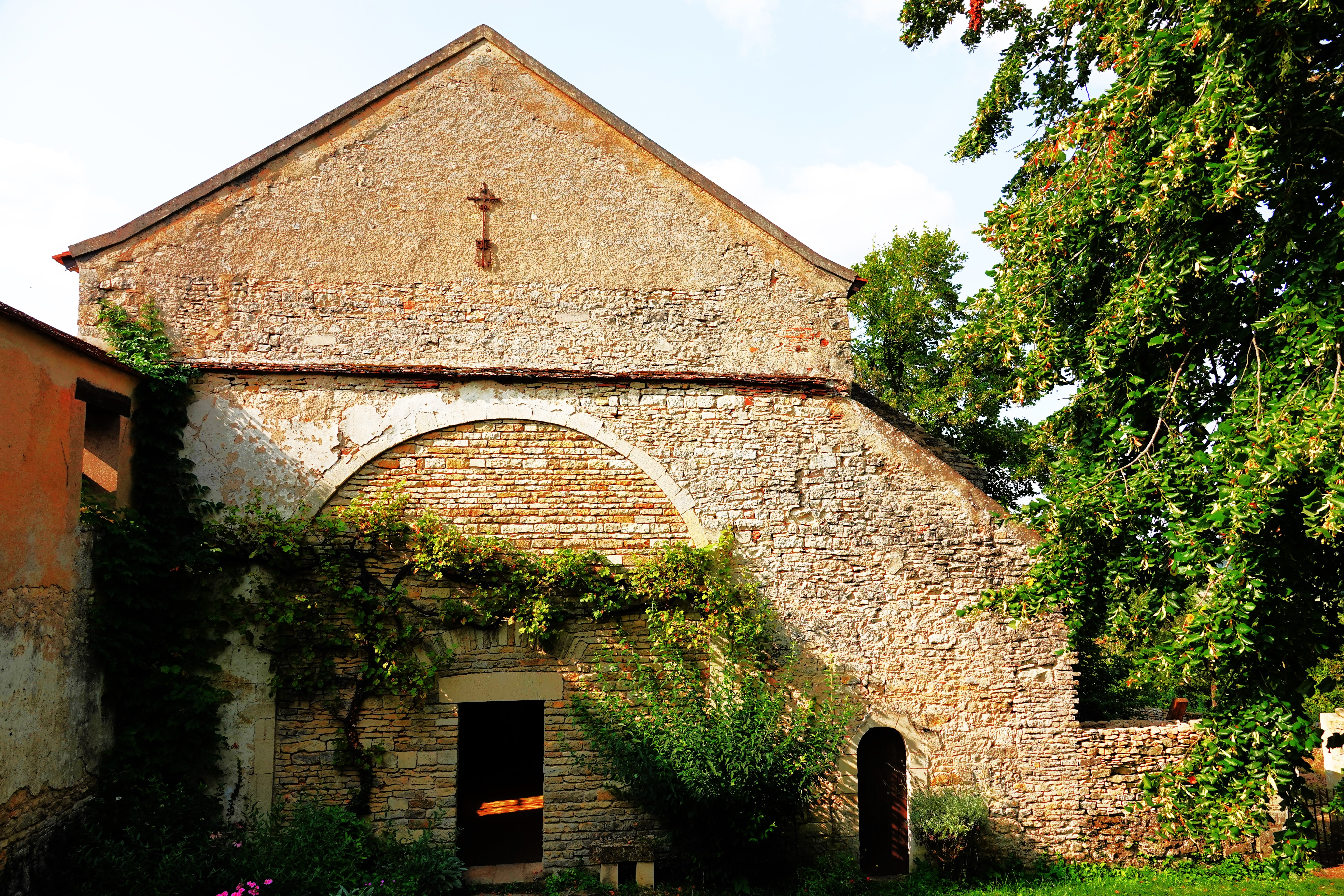
Chapelle.
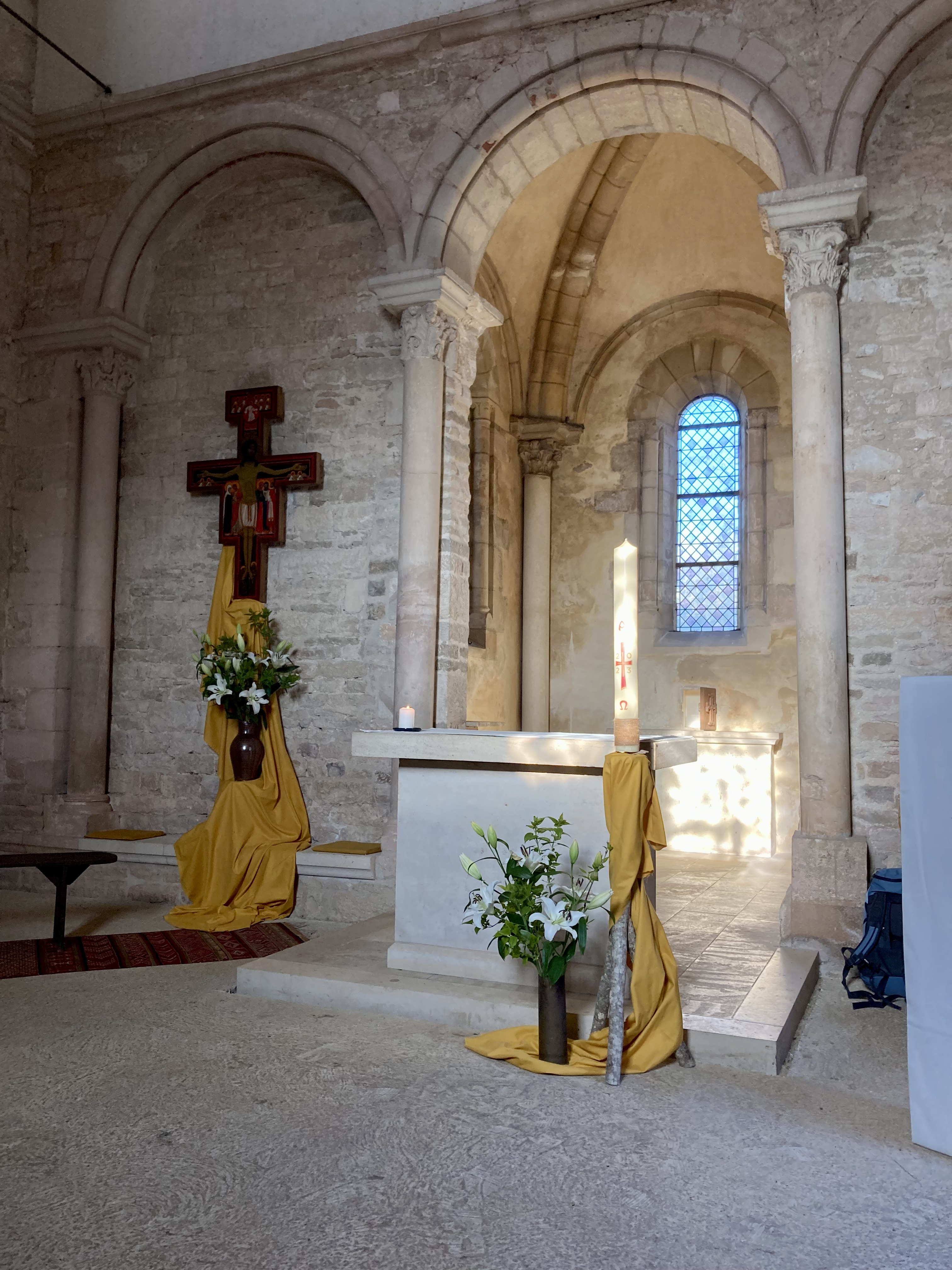
Intérieur de la Chapelle.
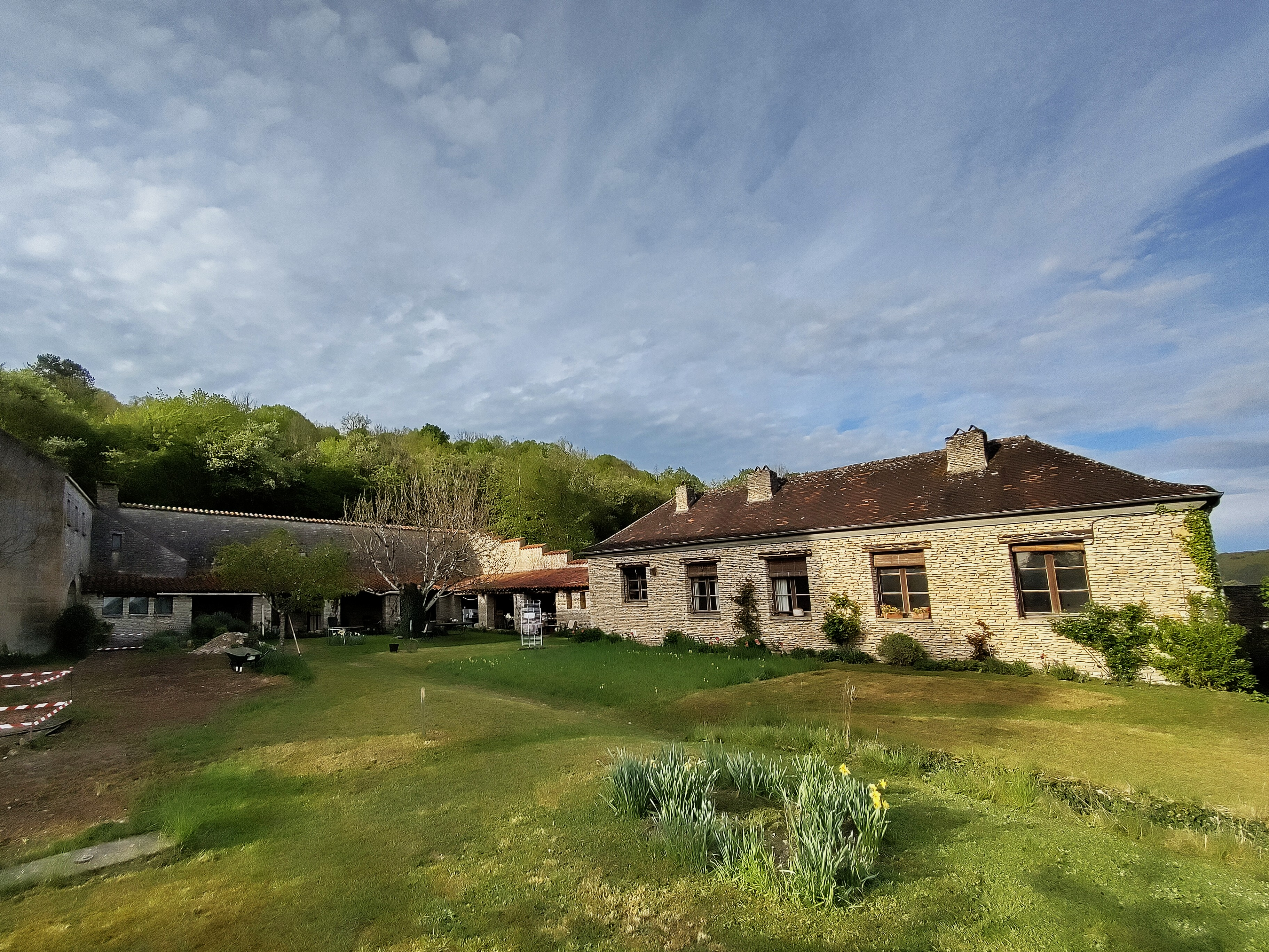
Cloître et logement des frères.
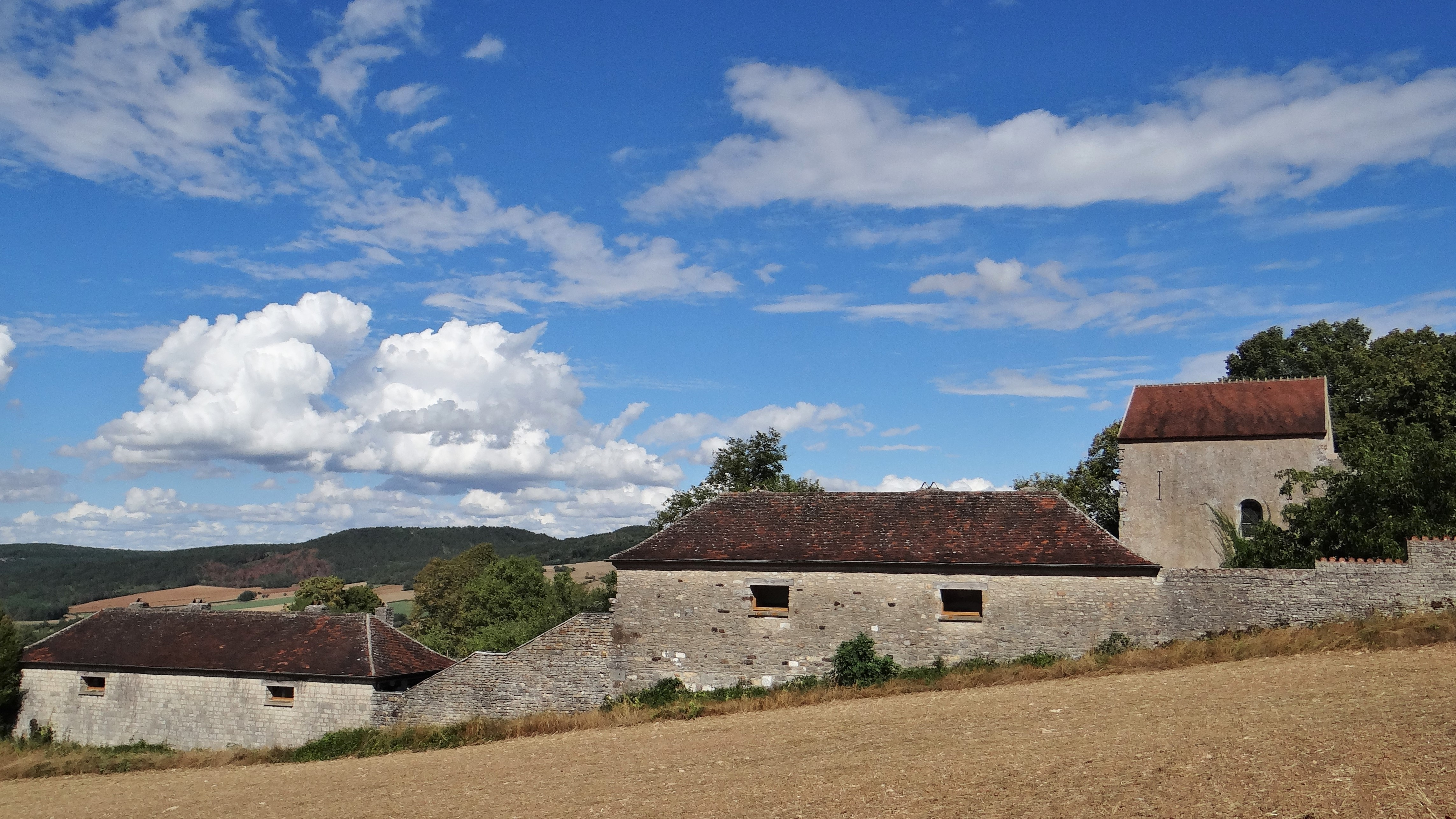
Vue depuis la route d'accès (à droite la Chapelle).